# Емануел Маша Муановић
Емануел Маша Муановић (Карловци, 15. август 1880 — Београд, 1944) био је српски сликар.

## Биографија
Потиче из карловачке земљорадничке породице, од оца Петра и мајке Ане. Завршио је основну школу и гимназију у родном месту. Од 1895. године учио је сликање у Београду, у Кутликовој уметничкој школи. Студирао је почетком 20. века сликарство у Минхену и Петрограду.
Био је и ученик Кирил Кутликa чија је иницијатива за оснивање Српске цртачке и сликарске школе у Београду 1895. године, постала темељ развоја уметничких школа у Србији. Његова школа је била прва школа на нашим просторима са редовним уписом ученика. Полазници Кутликове школе после завршених студија у Минхену, Прагу или Паризу поред Емануела Муановића били су и Коста Милићевић, Надежда Петровић, Боривоје Стевановић, Драгомир Глишић, Љубомир Ивановић и други. После смрти Кирила Кутлика целокупни инвентар његове уметничке школе преузео је Риста Вукановић и заједно са својом женом Бетом Вукановић, и од априла 1900. године организује у њој наставу на модерној основи. Један од полазника његове школе био је и Емануел Муановић. Из те школе развила се касније Београдска уметничка школа.
У младости је Муановић био познат као "боем и севдалија". Бавио се илустровањем предратних књига и часописа. Често је Маша сликао је пејзаже као наш познати импресиониста Малиша Глишић, густим, пастуозним, скоро рељефним намазима боја. У Народном музеју Србије чува се и неколико његових карикатура.
Боравио је крајем 1926. године у Паризу на специјалном усавршавању у изради барељефа. Приредио је 1927. године са колегом Војиновићем-Пеликаном, изложбу у сомборском соколском дому. "Ратнички музеј" у Београду је 1932. године поседовао целу галерију портрета српских војвода из Великог рата. То је било његово уметничко дело. Године 1936. добио је на предлог председника општине београдске место "чувара зграда на бившој пијаци Душановац". Тако је решио стамбено питање и плаћао општини малу кирију. Израдио је свој аутопортет 1943. године. Умро је у Београду 1944. године.

## Галерија
- Град Краљевића Марка, 1913.
- Мотив са Крфа, 1916.
- Доситејев лицеј, 1924.
- Портрет младе жене, 1925.
- Кафана Кичево, 1925.
- Мушкарац у профилу
- Жена и мушкарац без лица
- Портрет жене
- Град Краљевића Марка, уље на платну